# Discouraged Ones
Discouraged Ones es el tercer álbum de la banda sueca Katatonia, publicado en abril de 1998 por el sello Avantgarde Music. Al contrario que los anteriores trabajos del grupo escandinavo, Discouraged Ones no presenta ningún tipo de voz gutural. Presenta un cambio estilístico importante, una evolución del death/doom de discos anteriores al metal gótico y rock gótico aunque sin olvidar las raíces en el doom metal del grupo. Además, a partir de este álbum, Anders Nyström aparece con su nombre de pila en los créditos del álbum, en lugar de su apodo Blackheim.

## Lista de canciones
1. "I Break" - 4:24
2. "Stalemate" - 4:21
3. "Deadhouse" - 4:37
4. "Relention" - 3:39
5. "Cold Ways" - 5:22
6. "Gone" - 2:49
7. "Last Resort" - 4:37
8. "Nerve" - 4:32
9. "Saw You Drown" - 5:04
10. "Instrumental" - 2:52
11. "Distrust" - 4:57

- Todas las canciones compuestas por Jonas Renske y Anders Nyström.

### Canciones extra en la reedición
1. "Quiet World" - 4:39
2. "Scarlet Heavens" - 10:26

- Estas canciones se incluyen en la reedición de 2007. Ambas canciones provienen del EP Saw You Drown.

## Créditos
- Jonas Renkse - voz, batería, guitarra
- Anders Nyström - guitarra, teclados y coros
- Fredrik Norrman - guitarra
- Mikael Oretoft - bajo
- Mikael Åkerfeldt - coros y coproducción